# John Thomson (photographe)
Pour les articles homonymes, voir John Thomson et Thomson.
John Thomson, né à Édimbourg le 14 juin 1837 et mort à Londres le 29 septembre 1921, est un photographe explorateur, photographe de rue et photographe portraitiste  écossais. Il est particulièrement connu pour avoir parcouru l'Orient et réalisé des milliers de photographies, témoignages de la vie dans les provinces d'Asie.

## Biographie

### Explorateur photographe en Extrême-Orient
John Thomson a exploré et photographié : Canton, province de la Chine ; Taïwan ; le Cambodge, d'où il rapporte des images de ruines et du temple d'Angkor qui feront sa célébrité.
En avril 1862, Thomson quitta Édimbourg pour Singapour, commençant une période de dix ans passée à voyager en Extrême-Orient. Au départ, il a créé une entreprise commune avec William pour fabriquer des chronomètres de marine et des instruments optiques et nautiques. Il a également créé un studio photographique à Singapour, prenant des portraits de marchands européens, et il a développé un intérêt pour les peuples et les lieux locaux. Il a beaucoup voyagé à travers les territoires continentaux de la Malaisie et de l'île de Sumatra, explorant les villages et photographiant les peuples autochtones et leurs activités.
Après avoir visité Ceylan et l'Inde d'octobre à novembre 1864 pour documenter la destruction causée par un cyclone récent, Thomson a vendu son studio de Singapour et a déménagé au Siam. Après son arrivée à Bangkok en septembre 1865, Thomson entreprit une série de photographies du roi du Siam et d'autres hauts responsables de la cour royale et du gouvernement.

### Angkor
Inspiré par le récit d'Henri Mouhot sur la redécouverte des anciennes villes d'Angkor dans la jungle cambodgienne, Thomson s'est lancé dans ce qui allait devenir la première de ses grandes expéditions photographiques. Il partit en janvier 1866 avec son traducteur H. G. Kennedy, un fonctionnaire consulaire britannique à Bangkok, qui sauva la vie de Thomson lorsqu'il contracta la fièvre de la jungle en route. Le couple a passé deux semaines à Angkor, où Thomson a largement documenté le vaste site, produisant certaines des premières photographies de ce qui est aujourd'hui un site du patrimoine mondial de l'UNESCO.
Thomson a ensuite déménagé à Phnom Penh et a pris des photos du roi du Cambodge et d'autres membres de la famille royale cambodgienne, avant de se rendre à Saigon. De là, il resta brièvement à Bangkok, avant de retourner en Grande-Bretagne en mai ou juin 1866. De retour chez lui, Thomson donna de nombreuses conférences à la British Association et publia ses photographies du Siam et du Cambodge. Il devint membre de la Royal Ethnological Society de Londres et fut élu membre de la Royal Geographical Society en 1866 et publia son premier livre, The Antiquities of Cambodia, au début de 1867.

### Photographe de rue à Londres
De 1876 à 1877, il se livre à un travail documentaire sur les petits métiers dans les quartiers défavorisés de Londres et publie en 1878 The Street Life of London.

### Photographe portraitiste mondain
Il deviendra ensuite photographe portraitiste de la haute société.

## Publications
- The straits of Malacca, Indo-China and China or ten years'travels, adventures and residence abroad, Londres, Sampson Low, Marston, Low and Searle, 1875.
- avec Adolphe Smith : Street Life in London, 1878.
- Through Cyprus with the camera, in the autumn of 1878 ... With 60 permanent photographs, Londres, S. Low, Marston, Searle and Rivington, 1879, 2 vol.

## Expositions
- 1985 : John Thomson : life and photographs. The Orient, street life in London, through Cyprus with the camera, George Eastman House, Rochester[4]

puis 1985-1986 : National museum of photography, film and television, Bradford, Royaume-Uni ; 1986-1987 : The Asia society galleries, New York.
- 2010 : China: Through the Lens of John Thomson, 1868-1872, Beijing World Art Museum, Pékin[5].

## Galerie

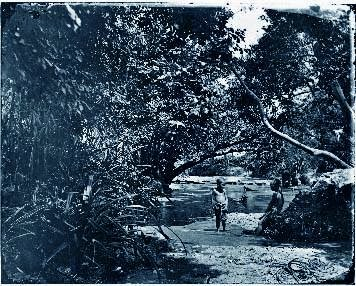
Vers 1864. Les enfants et la rivière. Singapour.
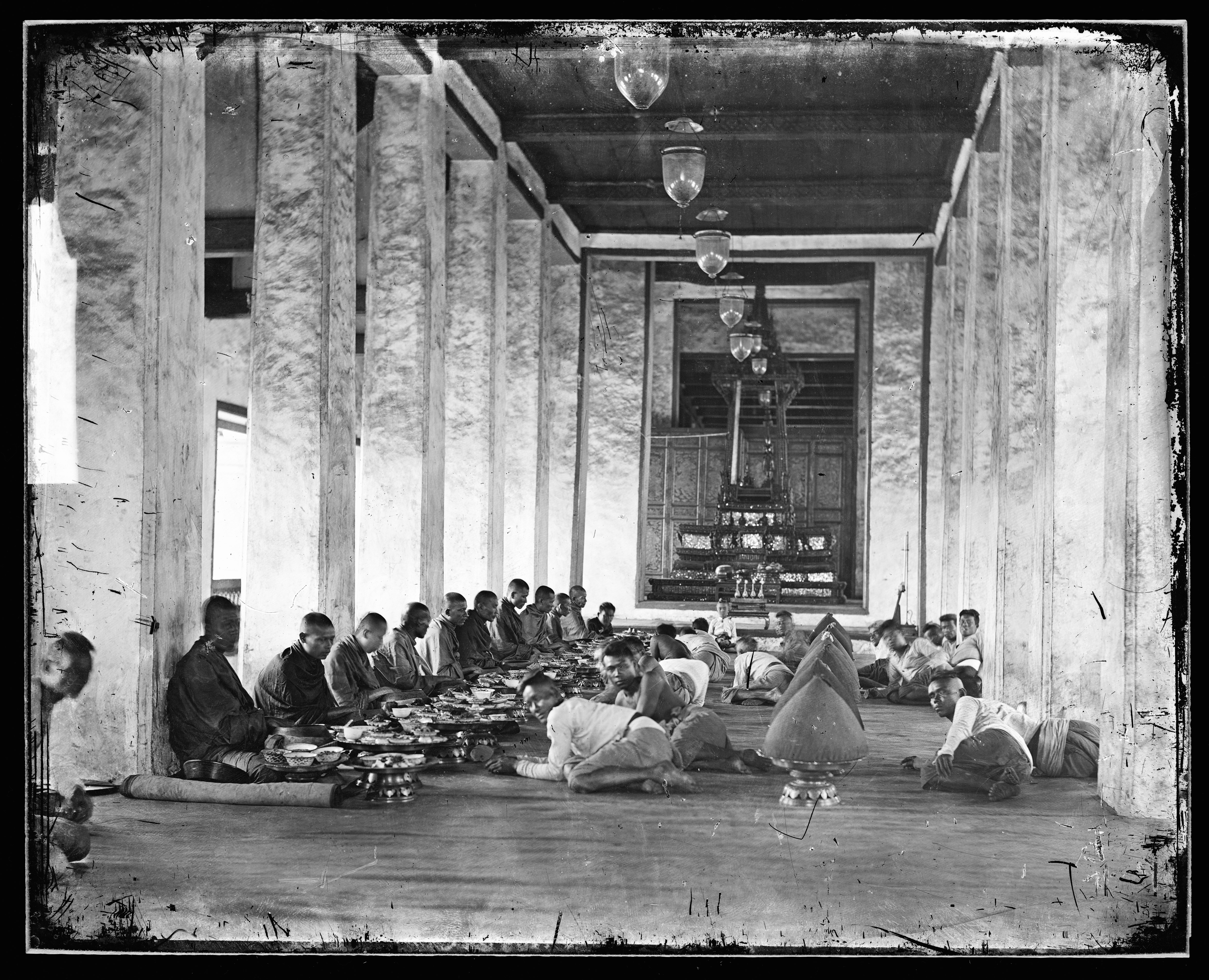
1869. Prêtres bouddhistes, Siam.
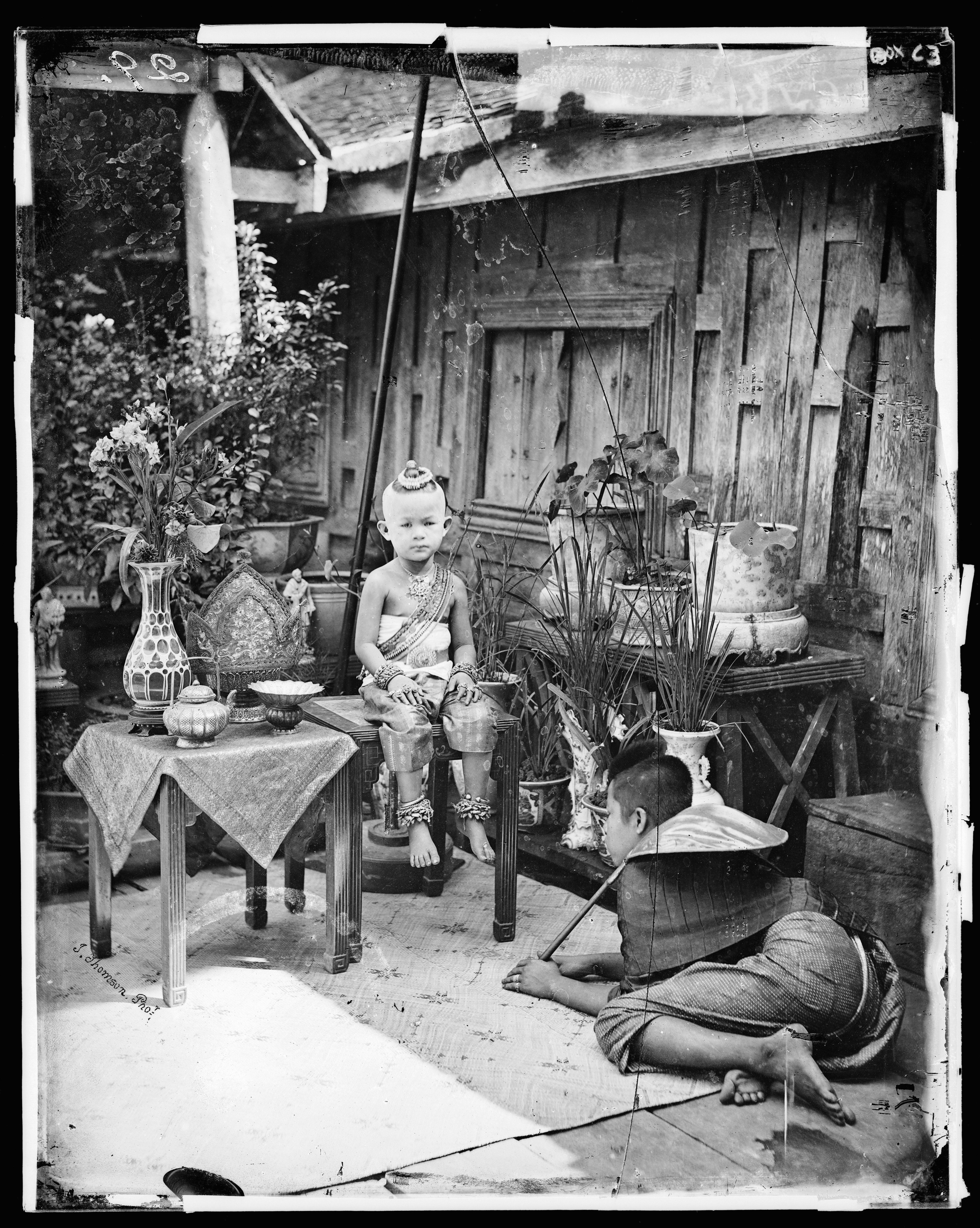
1865. Prince du Siam.
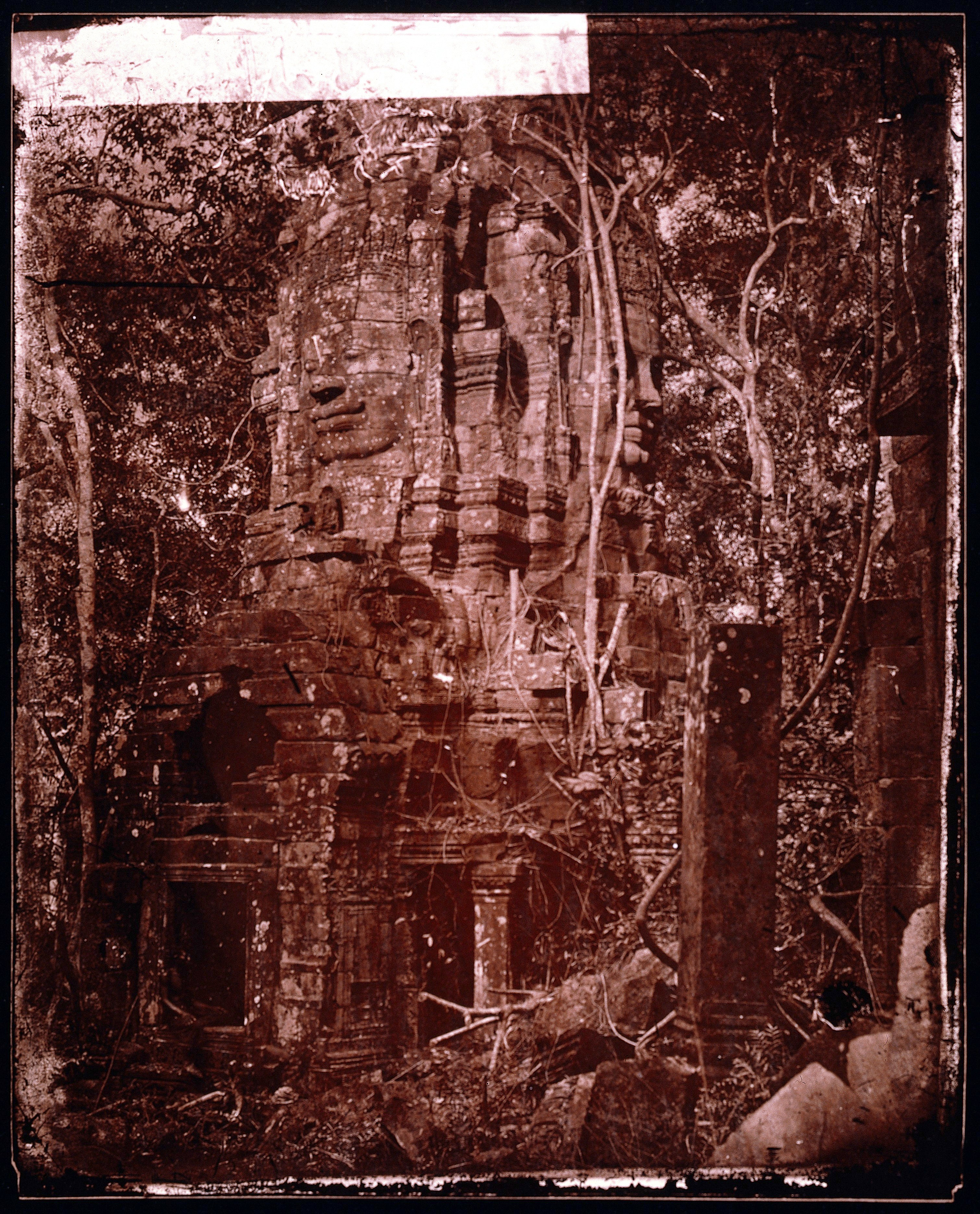
1865. Angkor : le Bayon.
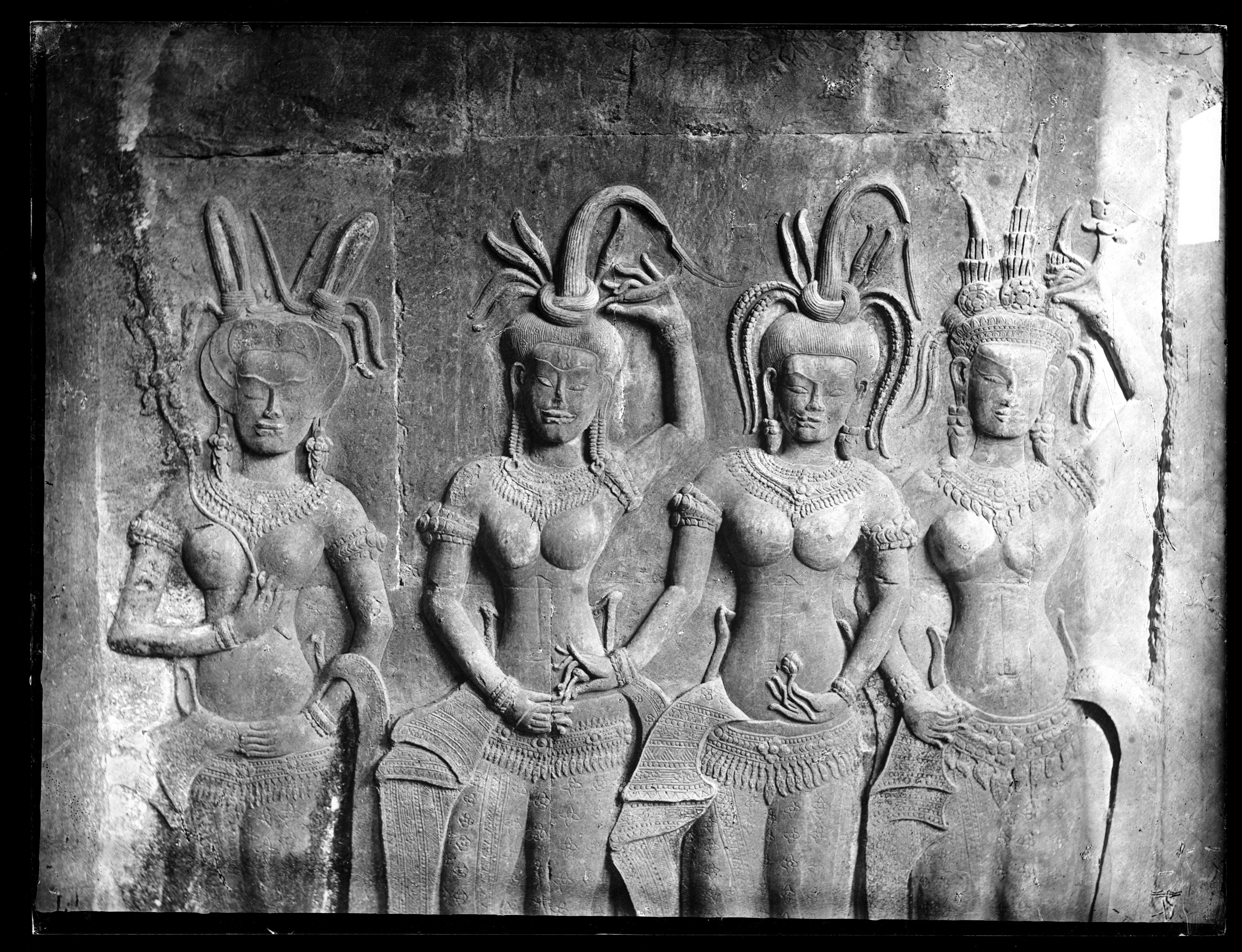
1866. Angkor Vat.
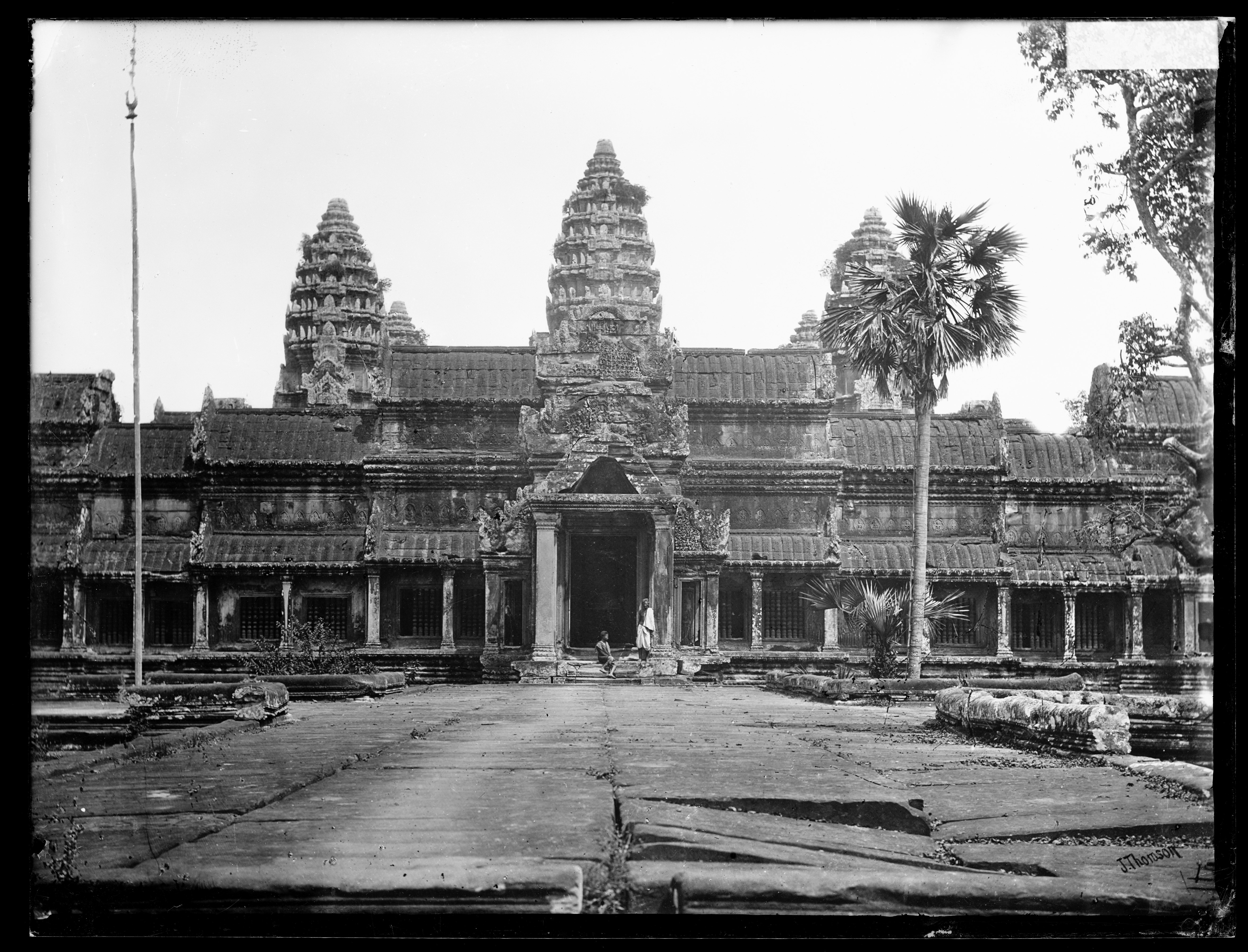
1866. Angkor Vat.
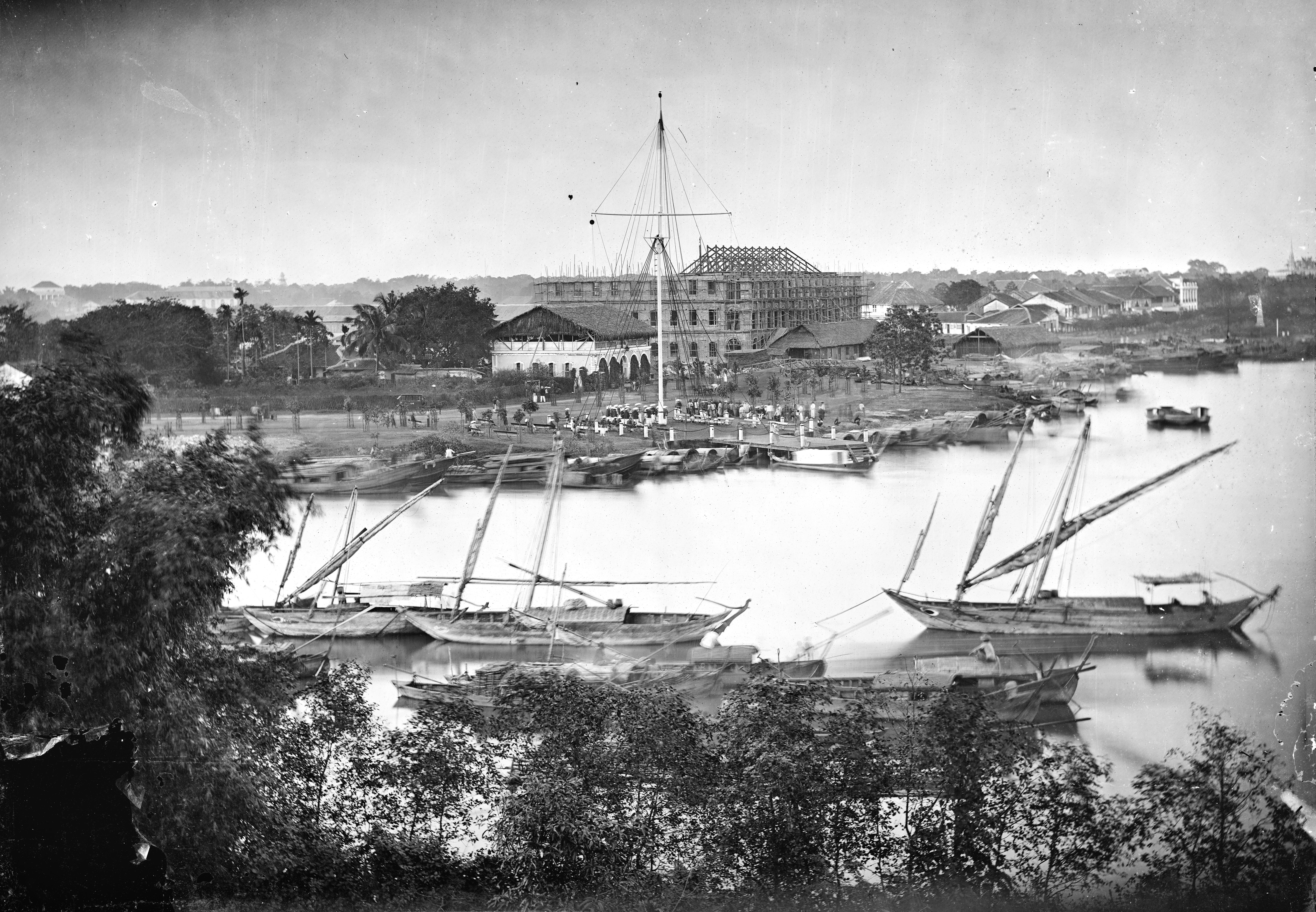
1867. Saigon.
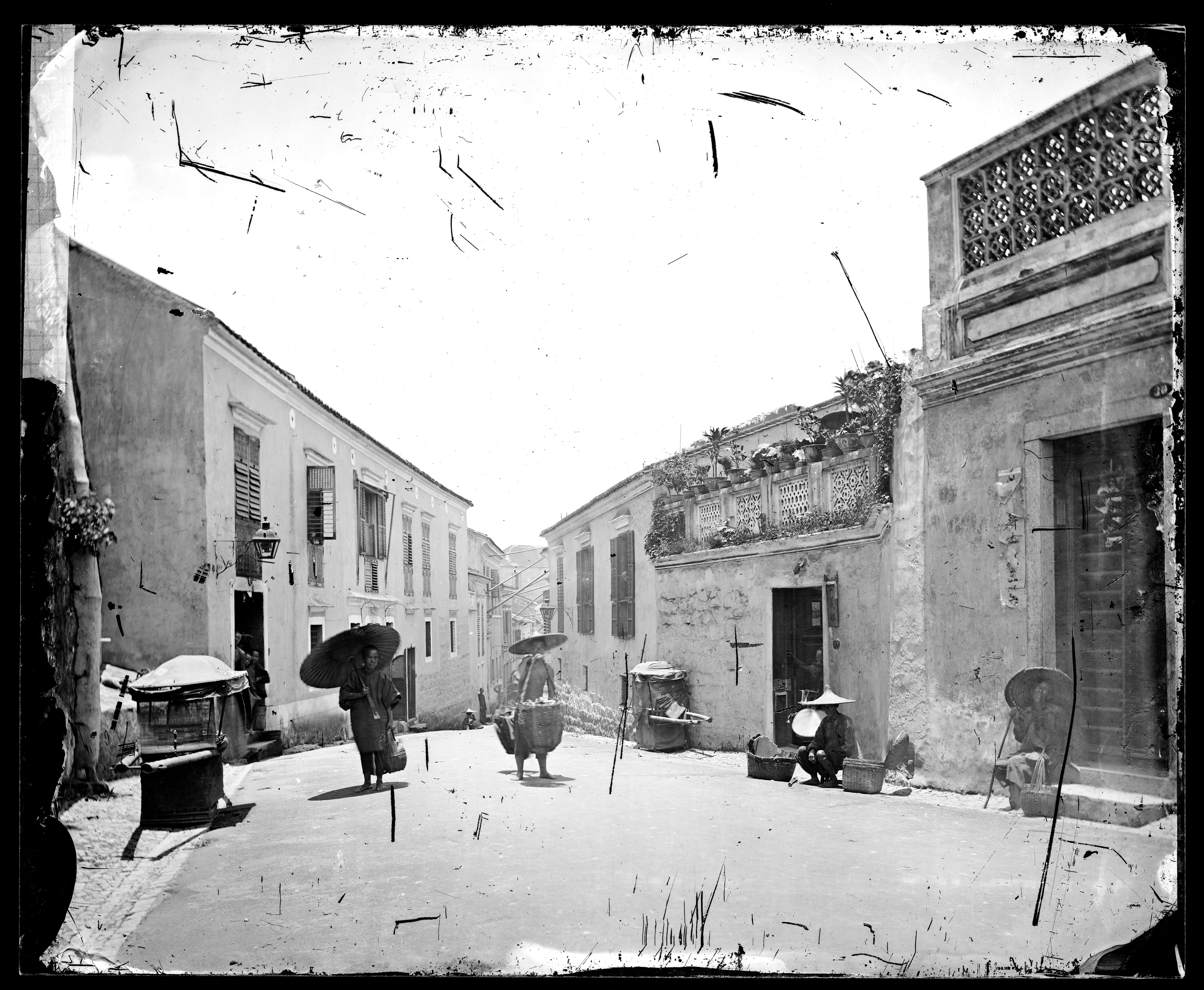
1870. Rue de Macao.
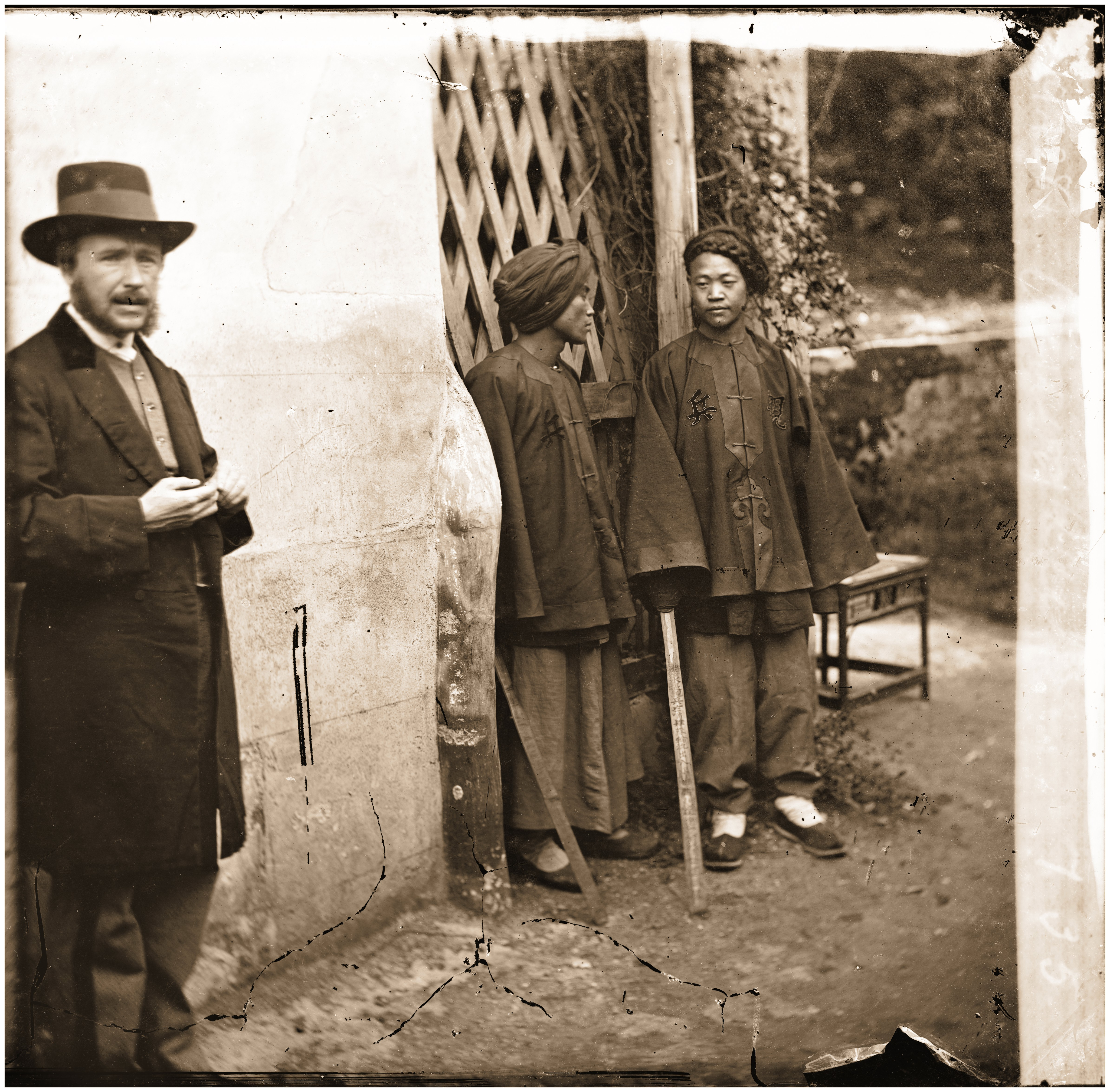
1871. Autoportrait aux soldats Mandchous (Amoy, Fukien, Chine).
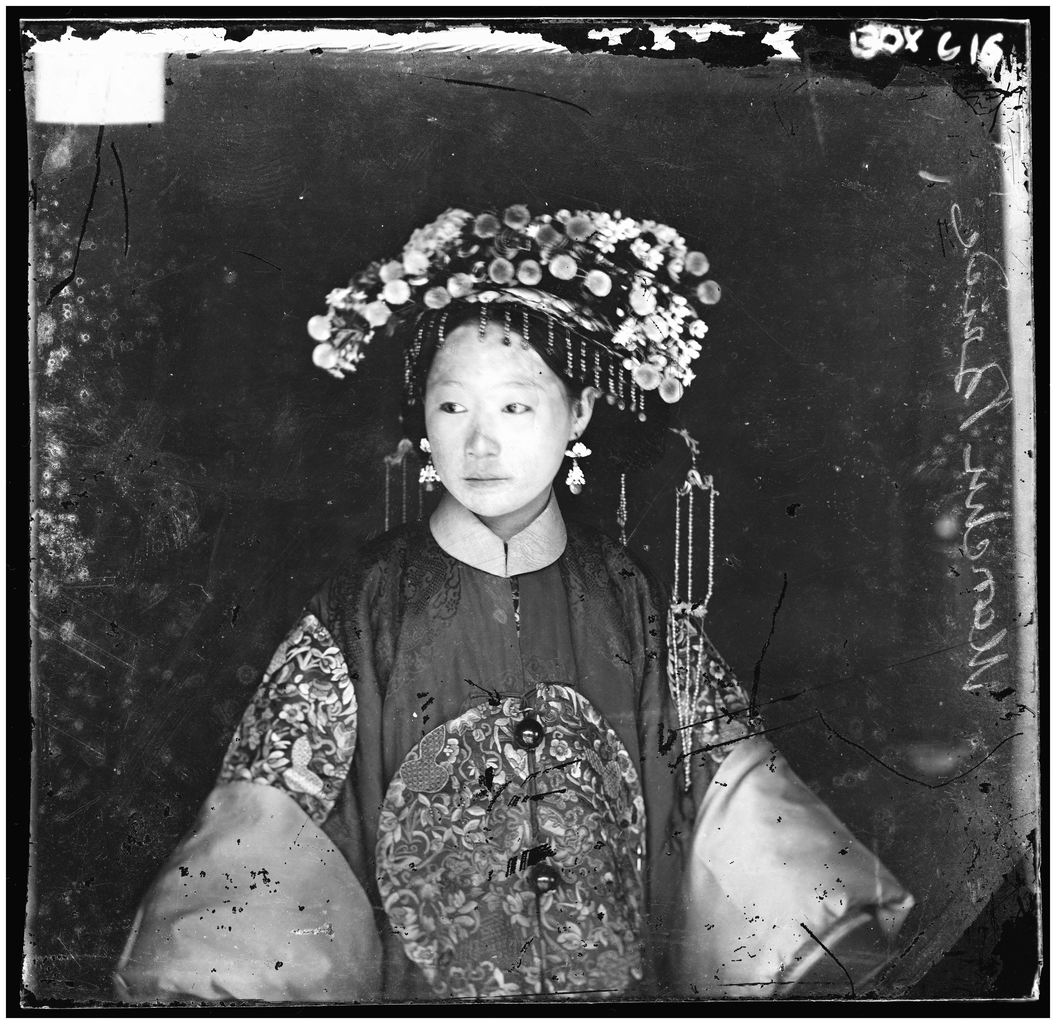
1871. Une mariée Manchoue. Chine.
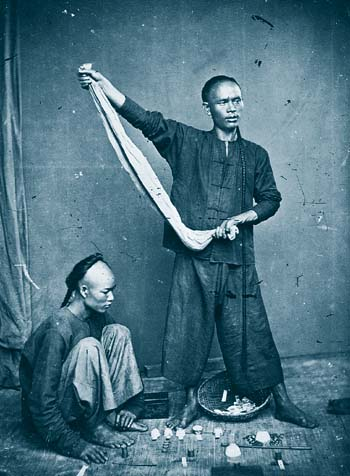
1871. Spectacle de rue. Tirage à l'albumine moderne d'après un négatif sur verre au collodion.

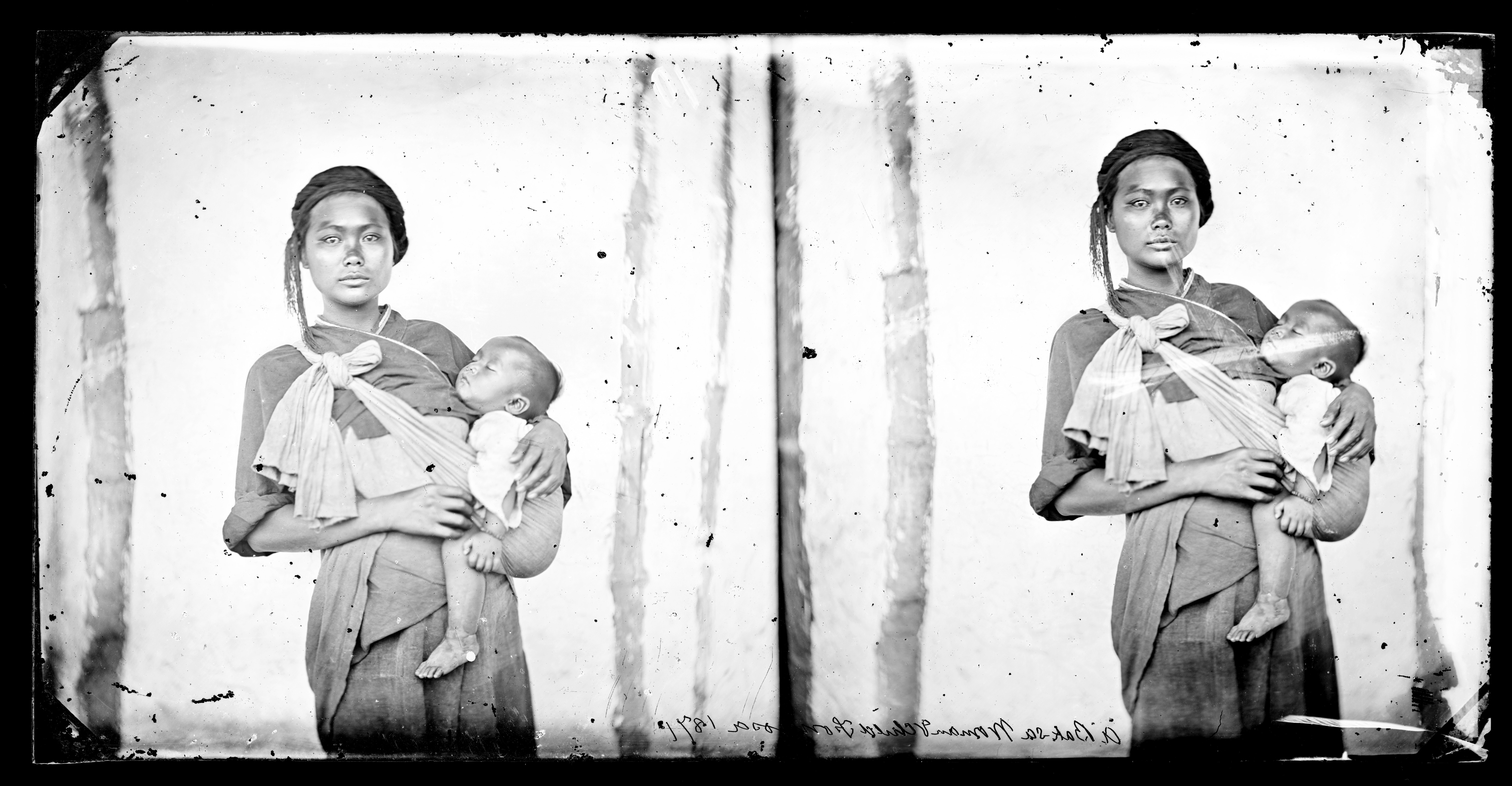
1871. Jeune femme Baksa et son enfant. Taïwan. Négatif au collodion.
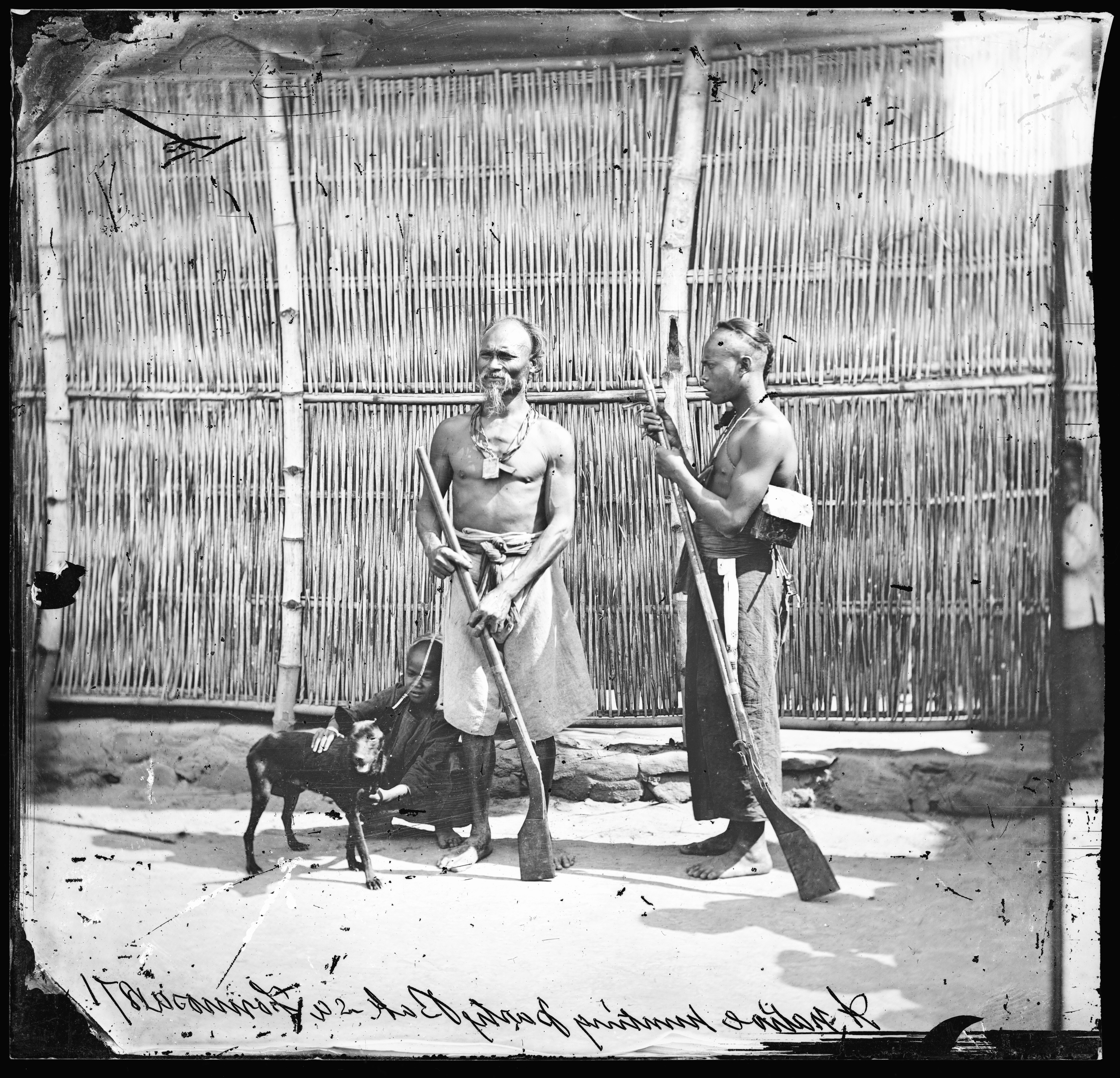
1871. Chasse traditionnelle Baksa. Taïwan.
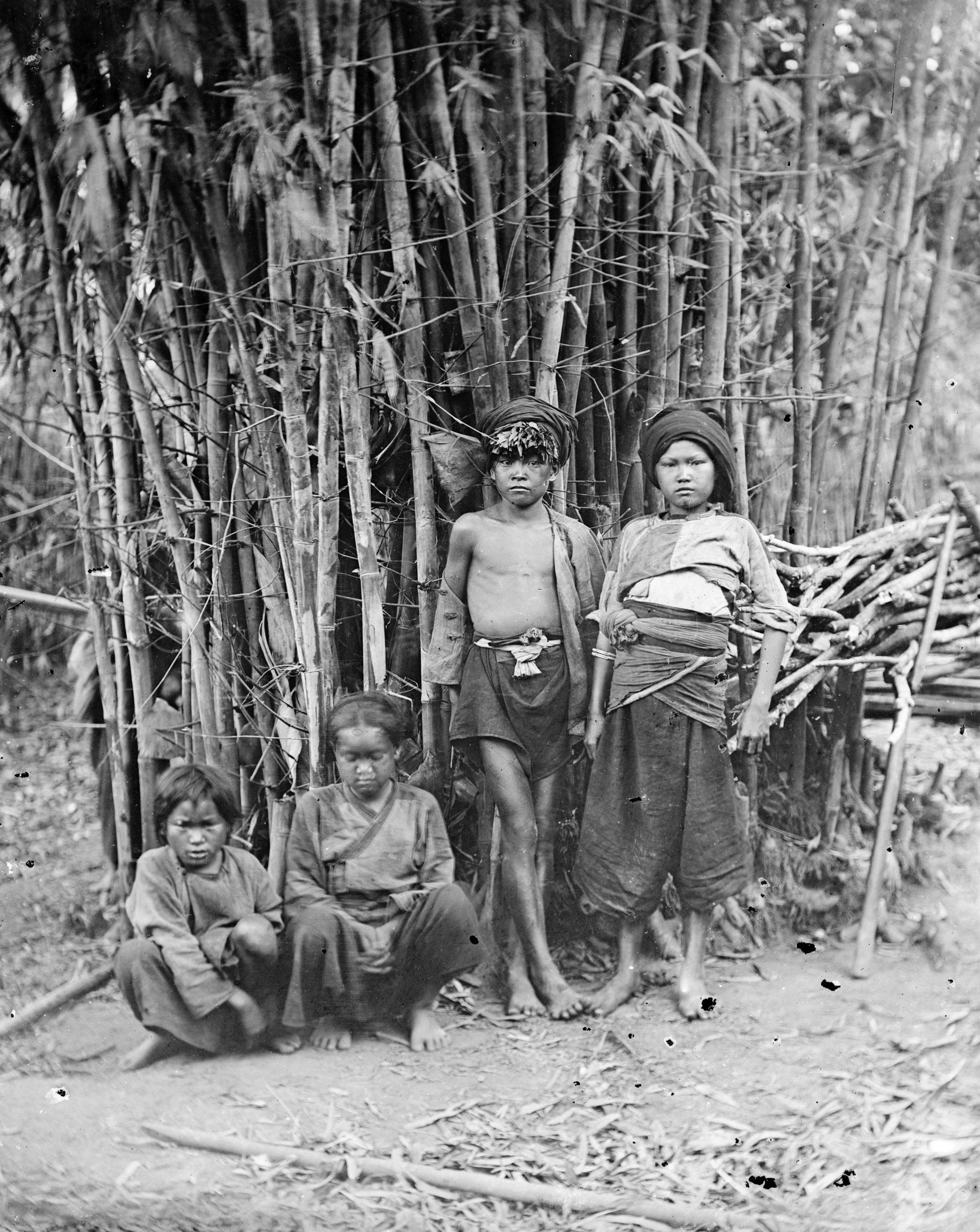
1871. Goan-al et sa sœur. Peuple Lau long. Taïwan.